# Mont du Pardo
Pour les articles homonymes, voir Pardo.
Ne doit pas être confondu avec Prado.
Le mont du Pardo est une zone forestière située au nord de la ville de Madrid à laquelle elle est complètement intégrée avec son alter ego le mont de Viñuelas. Le mont du Pardo représente 26,4 % de la surface de la capitale espagnole.
Elle est considérée comme la forêt méditerranéenne la plus importante de la communauté de Madrid et l'une des mieux conservées d'Europe, tant pour sa flore – 120 espèces recensées – que pour sa faune, avec environ 200 espèces vertébrées. Elle s'étend autour du rivière Manzanares sur une surface de 16 000 ha et est intégrée dans le parc régional de la Cuenca Alta del Manzanares dont elle reçoit la protection légale. En 1987, elle fut déclarée zone de protection spéciale pour les oiseaux.
La zone est gérée par le Patrimoine national espagnol par la loi du loi du 16 juin 1982. Cet organisme d'état régule les possessions qui étaient aux mains de la Couronne et qui poursuit une politique très protectrice et restrictive de la forêt. La plus grande partie de la forêt (environ 15 100 ha, soit 94,4 % de la surface totale) est ceinturée par une clôture de 66 km. La visite de cette zone est totalement interdite.
Dans les 900 ha restants (5,6 %) se trouvent des zones habitées, notamment les quartiers madrilènes du Pardo et de Mingorrubio ainsi que le complexe sportif de Somontes. Ces zones ont donc une valeur écologique moindre et sont traversés par différents sentiers.
En plus de sa richesse écologique, le mont de Pardo possède un important patrimoine historique et artistique, fruit de son intérêt par les monarques espagnols.

## Toponymie
Le terme de Pardo désigne en espagnol un brun clair, ocre, qui est clairement en relation avec la couleur dominante de la zone. Dans le Libro de la Montería, le roi Alphonse XI de Castille écrit en 1340, déjà à propos de la chasse :
« Le Pardo est un bon mont pour les cochons en hiver [...]. Avoir tué deux ours un samedi, avant midi ; alors que jamais je n'avais vu d'ours aussi grands ni puissants pour l'un. »

## Géographie

### Topographie, géomorphologie

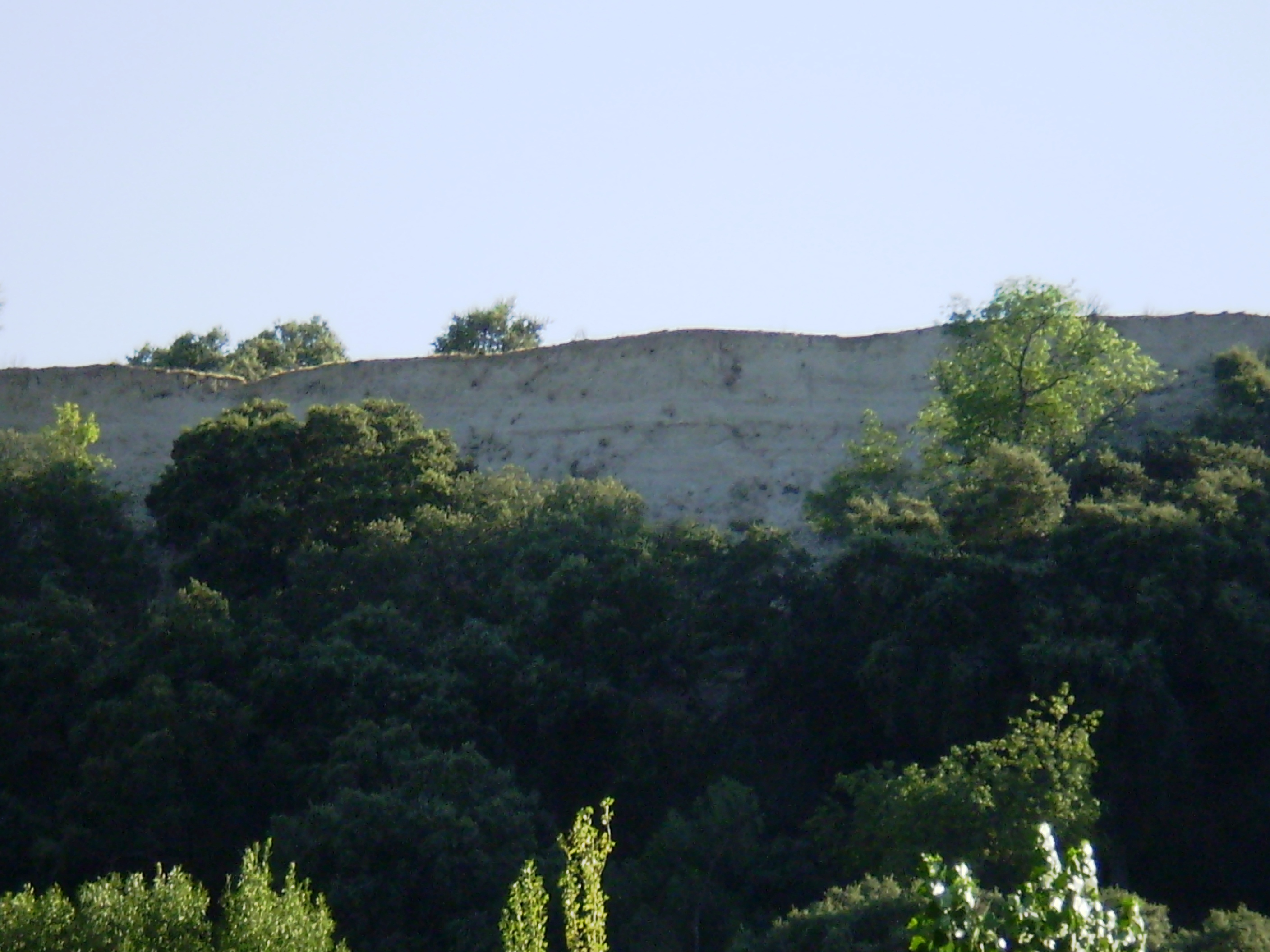
Le sol sablonneux du mont du Pardo est très exposé à l’érosion.

D'un point de vue géologique et géomorphologique, le mont du Pardo présente une grande homogénéité. Les forêts s'appuient sur une vallée de grande dimension créée par le fleuve Manzanares. Les sols sont faits d'éléments sablonneux et de détritiques formés par la désagrégation de matériaux granitiques de la sierra de Guadarrama, qui borde le mont au nord, et de la sierra del Hoyo de Manzanares au nord-ouest.
En conséquence, le sol est meuble et est très vulnérable à l'érosion, comme en témoigne la présence de nombreux précipices et ravines. Au-delà de ces zones d'érosion, l'orographie de la zone est peu accidentée. Le mont du Pardo est formé par de petites collines ondulées qui descendent doucement vers la vallée du Manzanares qui le traverse du nord au sud. Son altitude moyenne est de 681 mètres, avec un minima de 600 mètres et un maxima de 860 mètres.

### Hydrographie
En plus du fleuve, le mont du Pardo est traversé de divers ruisseaux et rivières caractérisés par un fort étiage. Les ruisseaux Manina et Trofa sont parmi les plus importants ; ils descendent tous les deux la sierra del Hoyo et se jettent dans le Manzanares par la droite. Les autres cours d'eau notables sont le Tejada, la Nava et la Zarzuela.
Les nombreuses plaines permettent au Manzanares de s'étaler souvent. De plus, le fleuve est retenu par le barrage du Pardo, construit pour réguler ses crues et alléger les ouvrages et canalisations madrilènes. Ces lacs occupent une superficie de 550 ha et ont une capacité de rétention de 43 hm3 auxquels contribue également la rivière Manina.

### Climat
La zone présente un climat méditerranéen continental, de caractère sévère[Quoi ?] au nord, et plus modéré au sud. La moyenne annuelle des précipitations oscille entre 500 et 600 mm.

### Faune et flore

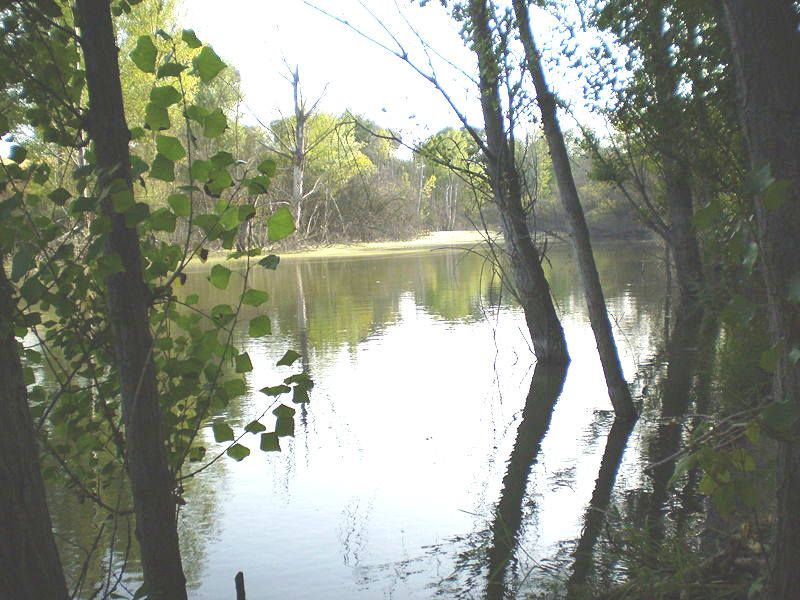
Lac sur le Manzanares lors de sa traversée du mont du Pardo. La rivière constitue un corridor biologique pour de nombreuses espèces.

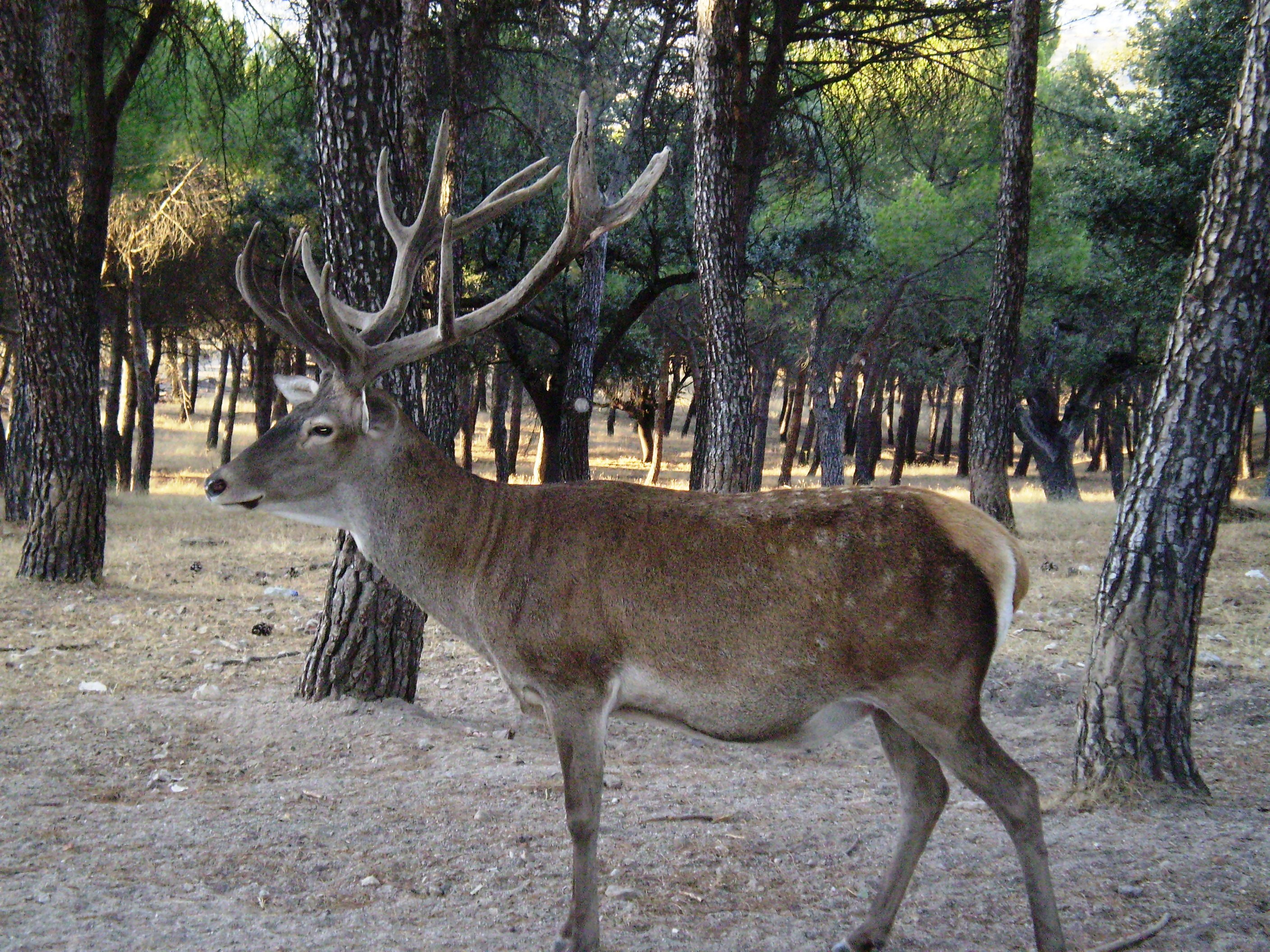
Cerf dans une pinède proche du couvent du Pardo.

Le mont du Pardo est considéré comme l'un des principaux poumons de Madrid. Il joint la sierra de Guadarrama à la ville. Sa proximité des autres espaces verts (mont de la Zarzuela, pâturages de la ville et la Casa de Campo) forment une tranchée sylvestre presque continue depuis le nord de la capitale jusqu'à l'ouest, uniquement troublée par la traversée de l'autoroute A-6 et par quelques résidences.
Il s'agit d'une forêt méditerranéenne continentale, faite de chênaies peu denses et, dans une moindre mesure, de chênaies denses, essentiellement des suberaies dans lesquelles on trouve notamment des frênes, des peupliers, des chênes rouvres, des genévriers et des cistes, parmi les 120 espèces végétales recensées. Les abords de la rivière présentent des écosystèmes typiques des forêts ripisylves.
Plus de 200 espèces de vertébrés constituent le catalogue de la faune du mont Pardo : 120 oiseaux, 35 mammifères, 19 reptiles et 13 amphibiens. Par sa condition historique de réserve de chasse royale, les espèces cynégétiques sont particulièrement bien représentées, tant pour la petite chasse (lapin, perdrix rouge, pigeon ramier, etc.) que pour la grande chasse (cerf, daim, sanglier, etc.), qui sont sur-représentés à cause du petit nombre de leurs prédateurs. On estime[Qui ?] que les populations seraient de 4 000 daims, 3 600 cerfs et 500 sangliers, et plus de 30 000 lapins[réf. nécessaire]. Périodiquement, des chasses contrôlées sont réalisées pour éviter la surabondance de ces espèces et la destruction de la flore. En plus de ces espèces de chasse traditionnelle, on trouve également d'autres mammifères : chats sauvages, renards, blaireaux, fouines et genettes.
La construction du barrage du Pardo, en 1970, sur le Manzanares a eu un fort impact environnemental, en inondant la vallée la plus fertile de la zone et qui était à la base d'une grande partie de la chaîne alimentaire. En revanche, elle a provoqué l'émergence de nouveaux écosystèmes dans lesquelles habitent de nombreuses espèces aviaires, attirées par sa population ichthyique (Barbeaux, brochets, carpes). Parmi ceux-ci, les plus notables sont les aigles pêcheurs, les cigognes noires, les grands cormorans, les grues et les mouettes rieuses. La liste est établie dans le catalogue régional des zones humides, pour la valeur de sa faune et du paysage.
Le mont du Pardo réunit étalement des populations d'oiseaux de proie de grand intérêt environnemental tels que les aigles impériaux et les accipitridés ainsi que des oiseaux plus communs tels que les hiboux grand-duc, les pies, les vautours et les pics épeiche.

### Population

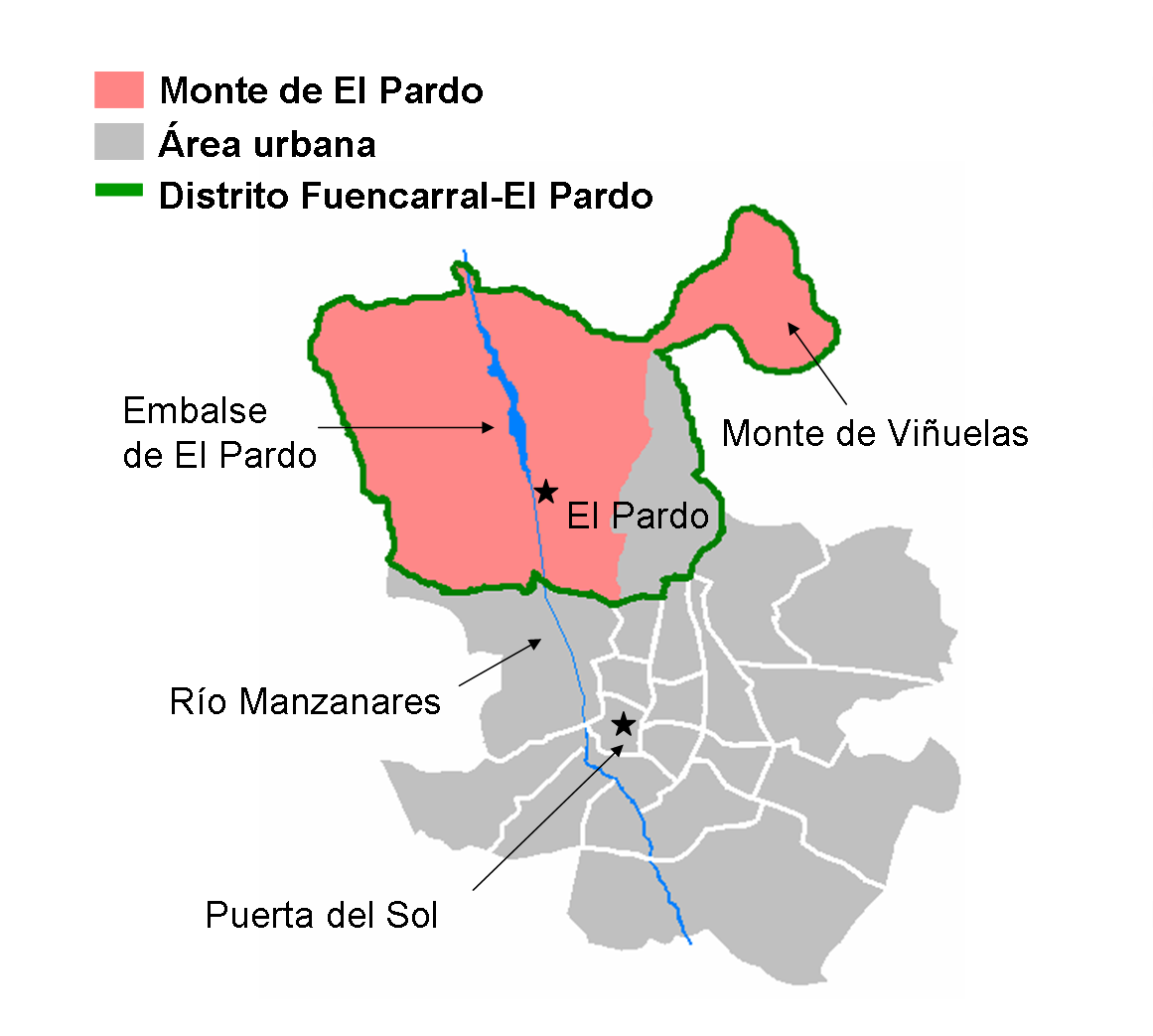
Plan du mont du Pardo aux limites de la ville de Madrid.

La singularité de cet espace réside dans sa proximité avec l'aire métropolitaine de Madrid où demeurent plus de 5 millions d'habitants. Seuls huit kilomètres séparent la limite méridionale de cet espace de la Puerta del Sol en plein centre de la capitale espagnole. Malgré cette pression démographique, le mont du Pardo est resté à la marge de l’expansion urbaine madrilène.
Son utilisation historique comme domaine de chasse privé de plusieurs rois – et jusqu'à Francisco Franco durant le XXe siècle – a permis de préserver les qualités environnementales de la zone. Il faut ajouter la protection induite par la clôture qui ceinture le site ainsi que, plus récemment, les interdictions totales de visite dans cette zone qui bénéficie du plus haut degré de protection environnementale possible en Espagne.
Le mont du Pardo appartenait à l'ancienne municipalité du Pardo, qui a été transformée en l'actuel quartier madrilène Fuencarral-El Pardo, après que cette municipalité eut été absorbée par Madrid. Cependant, contrairement aux espaces situés au-delà de la clôture, la mairie de Madrid n'a aucune revendication sur cette zone administrée entièrement par le Patrimoine national.

#### Limites urbaines
Le mont du Pardo est bordé au nord par les villes de Tres Cantos et de Colmenar Viejo, au nord-ouest par Hoyo de Manzanares et Torrelodones, à l'ouest par Las Rozas de Madrid. Dans les autres direction, le mont du Pardo est limité par divers quartiers madrilènes, notamment Fuencarral et Aravaca.
Dans toutes ces localités existent des zones de transition, objets légaux régulés par le parc régional de la Cuenca Alta del Manzanares, qui empêchent l'expansion des noyaux urbains vers la clôture du Pardo, où toute construction est interdite. C'est par exemple le cas de la Finca del Águila, située dans Las Matas, district de Las Rozas de Madrid.
Malgré ces protections, des ensembles résidentiels ont surgi ces dernières années aux abords même de la clôture, comme celui de Peñascales Tikal, à Torrelodones et certaines urbanisations d'Aravaca.

#### Voies de communication

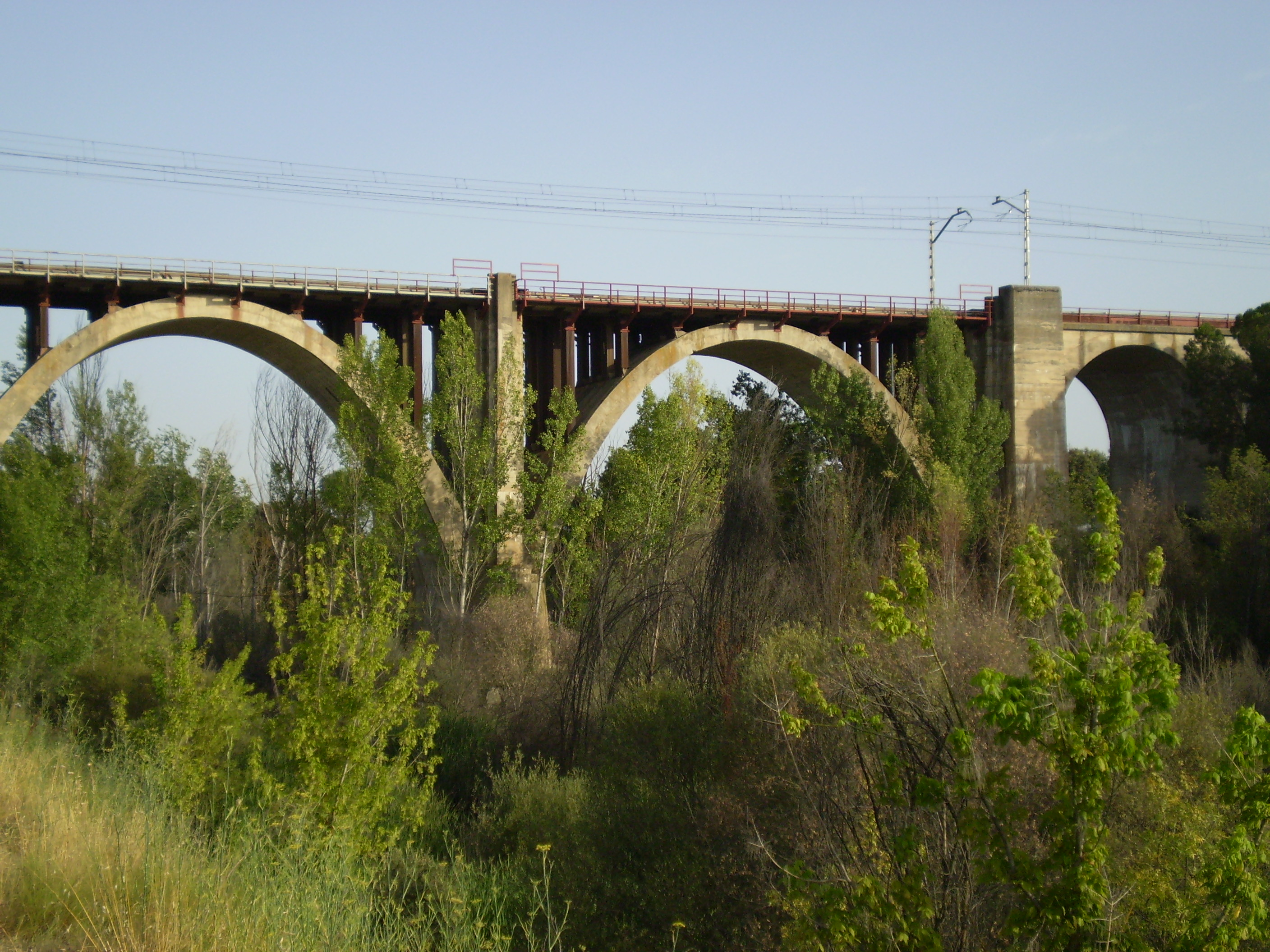
Viaduc ferroviaire sur le fleuve Manzanares, sur le mont du Pardo.

L'ensemble est traversé d'est en ouest par le chemin de fer Madrid - Villalba - Ávila – Ségovie. Cet axe ferroviaire coupe la clôture au niveau de la gare madrilène de Pitis et de celle de Tejar (Las Rozas). Aux abords des limites orientales et occidentales de la zone protégée se trouvent respectivement les autoroutes M-607 et A-6.
À son extrémité méridionale, à la limite même de la zone du Pardo, se trouve le périphérique madrilène M-40. Celui-ci alterne les sections à l'air libre avec des tunnels – notamment les tunnels du Pardo – créés afin de sauvegarder des zones enclavées dans la zone protégée. Des ouvrages similaires sont étudiés pour le compléter le périphérique M-50 autour de la communauté de Madrid lors de son passage dans le mont du Pardo. Hors de la clôture, on trouve également l’autoroute M-612 qui joint le quartier du Pardo avec Fuencarral et continue vers l'autoroute M-30.
Enfin, le mont du Pardo est traversé par la route Torrelodones - Pardo qui est interdite à la circulation.

## Histoire

### Royauté

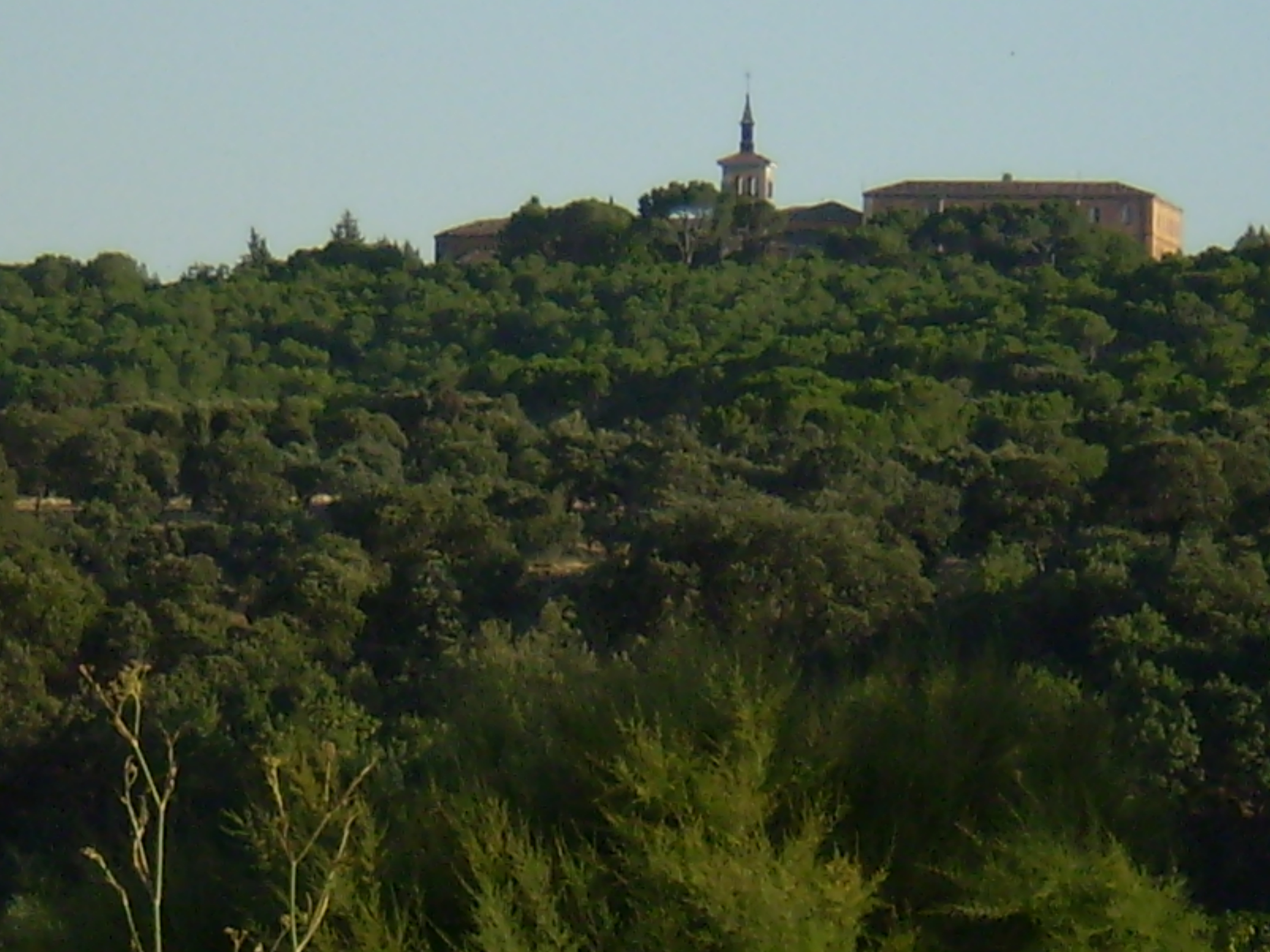
Le couvent du Pardo, depuis la vallée du Manzanares.

Cet espace naturel est fortement lié avec la monarchie espagnole. Les rois construisirent divers édifices et monuments à leurs propres usages. Le plus important est l'ensemble monumental du village du Pardo où se trouve le principal édifice royal, le palais du Pardo. Les origines de ce palais remontent à Henri III de Castille, qui se fit construire sur ce site un pavillon de chasse en 1405. Il fut détruit par Charles Ier pour y construire le palais actuel que les monarques successifs développèrent et agrandirent.
Ce palais servit de résidence royale temporaire à plusieurs rois espagnols. Francisco Franco en fit sa résidence principale et permanente. Il est actuellement utilisé comme lieu réception des visites d’État et pour certaines événements de la famille royale espagnole.
Un autre lieu remarquable est la maisonnette du prince (Casita del Principe, officiellement le couvent des Capucins) où est conservée une sculpture de Gregorio Fernández du XVIIe siècle.
À quelques kilomètres au sud, en suivant la route du village du Pardo vers le périphérique M-30, se trouve le palais de la Zarzuela, dont les travaux furent initiés au XVIIe siècle à l'instigation de Philippe IV d'Espagne, qui fit construire en parallèle la tour de la Parada détruite lors de la guerre de succession d'Espagne en 1714. Le palais de la Zarzuela subit de nombreuses transformations et est depuis 1963 la résidence officielle du roi d'Espagne. À ses abords immédiats se trouve un petit palais où vit le prince des Asturies.
Sur le mont Viñuelas – à côté du mont du Pardo – près de Tres Cantos, se trouve le château de Viñuelas dont les premières mentions remontent à 1285.

## Activités

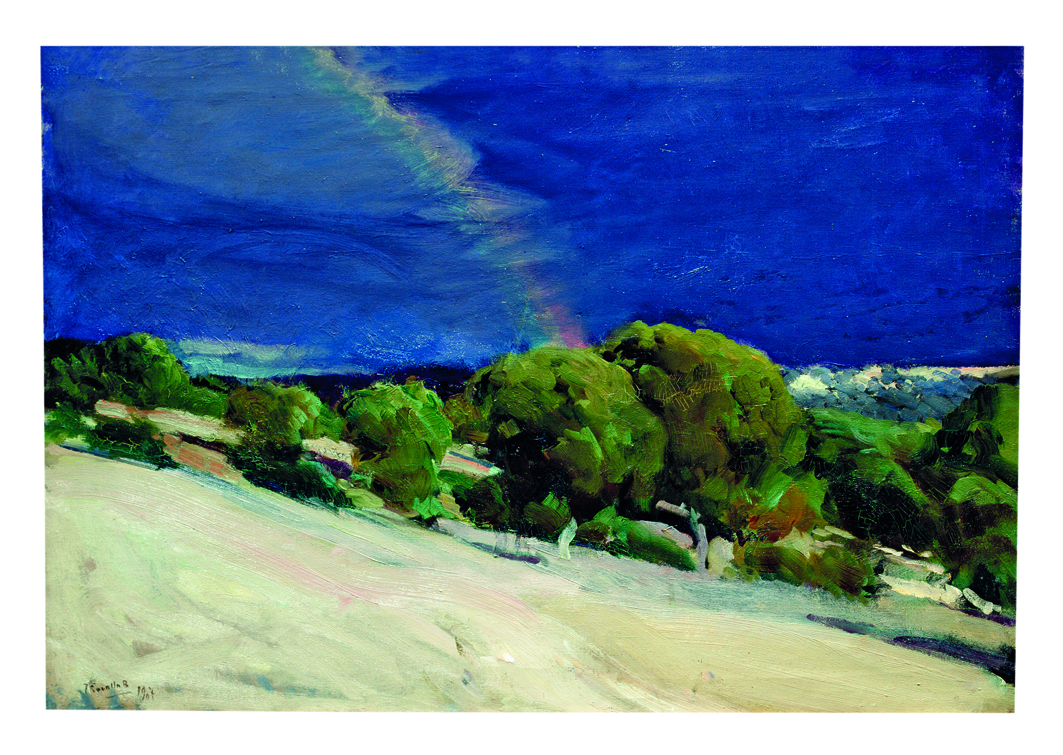
L'Arc-en-ciel, El Pardo
Joaquín Sorolla, 1907
Musée Sorolla, Madrid

### Protection environnementale
Cet espace est protégé comme zone de protection spéciale pour les oiseaux dans le réseau Natura 2000 (Dir. 79/409 CEE) sous le numéro ES0000011.